# Capparis viminea
Capparis viminea är en kaprisväxtart som beskrevs av J. D. Hook. och Daniel Oliver. Capparis viminea ingår i släktet Capparis och familjen kaprisväxter. Utöver nominatformen finns också underarten C. v. orthacantha.